# Friedrich II. von Are
Friedrich II. von Are († 1168) war ein deutscher Geistlicher. Von 1152 bis 1168 war er Bischof von Münster. Zu seiner Zeit begann der Ausbau des Hochstifts Münster zu einer Territorialherrschaft. Außerdem hat er durch seine Bautätigkeit das Aussehen des Doms zu Münster stark geprägt.

## Familie
Er stammte aus einem Geschlecht der Grafen von Are, das mit dem Grafen von Limburg verwandt war. Sein Bruder Gerhard war Propst in Bonn und wurde von den Pröpsten und Äbten der Erzdiözese Köln nach dem Tod Arnold II. von Wied zum Erzbischof gewählt. Die Domkanoniker wählten allerdings Friedrich von Berg, der auch vom Kaiser trotz erheblicher kirchenrechtlicher Bedenken bestätigt wurde.

## Frühe Jahre
Friedrich wird zwischen 1142 und 1151 als Domküster in Münster erwähnt. Er muss also zuvor bereits einige Jahre Domherr gewesen sein. Erzbischof Arnold I. und er waren wohl auch wegen ihrer Verwandtschaft miteinander befreundet. Dem Erzbischof gelang es auf einer Reise nach Rom, bei der Friedrich ihn begleitete, nicht diesem die Stelle eines Propstes von Xanten zu verschaffen. Nach dem Tod des Erzbischofs verlor Friedrich seinen stärksten Förderer. Gleichzeitig kam mit Arnold II. von Wied einer seiner Konkurrenten in eine zentrale Position. Dieser stellte sich dennoch der Wahl Friedrichs zum Bischof von Münster nicht entgegen. Vielmehr weihte er ihn während der Krönungsweihe von Friedrich I. in Aachen. Dadurch versuchte der Erzbischof Friedrich nach der gescheiterten Kandidatur zum Propst in Xanten auf seine Seite zu ziehen. Gleichzeitig wurde durch die gemeinsame Weihe die Einheit von Krone und Kirche demonstriert.

## Wirken innerhalb des Hochstifts
Im Inneren des Hochstifts Münster förderte Friedrich wie schon sein Vorgänger das Klosterwesen. Davon zeugen eine Reihe von Schenkungen und die Bestätigung von Rechten. Vermutlich von Friedrich kam die Idee anstelle des vorhandenen Mittelturm des Doms an der Westfassade zwei Ecktürme zu errichten. Unter seiner Herrschaft begann auch der Bau des Nordturms. Aus seiner Zeit stammt auch ein silbernes Kreuz über dem Lettner, das in dem Ruf stand wundertätig zu sein. Friedrich erwarb für den Dom verschiedene Reliquien. Teilweise wurden diese ihm von Kaiser Friedrich I. als Belohnung für seine Dienste geschenkt.
Während der Regentschaft von Friedrich II. begann der Ausbau der Territorialherrschaft des Hochstifts Münster auf Basis der Gografschaften. Bekannt ist sein Streit mit dem Lohner Dynasten Gottschalk II. Dieser hatte versucht, sich die Gerichtsbarkeit aus vermeintlich eigenen Grafschaftsrechten heraus über ein Gebiet anzumaßen, das er vom Bischof lediglich als Lehen erhalten hatte. Zur Verfestigung der weltlichen Herrschaft trug auch das Ende der Vogtei der Herren von Tecklenburg über Stift und Stadt Münster bei. Seither konnten Bischof und Domkapitel die Vögte frei wählen.

## Äußere Politik
Die Beziehungen zu Kaiser Friedrich I. waren gut. Dieser besuchte Münster 1156. Dessen Ernennung von Rainald von Dassel zum Kanzler hat Bischof Friedrich als kränkend empfunden, blieb aber auf Seiten des Kaisers. Er machte dessen Italienzug mit. Er ist 1161 beim kaiserlichen Heer bei der Belagerung von Mailand und später auf dem Konzil von Lodi bezeugt. In dieser Zeit begann er sich stärker an Rainald von Dassel anzulehnen.
Im Jahr 1164 war er Teil einer Koalition um Rainald von Dassel sowie verschiedener Bischöfe und Herren gegen Graf Heinrich von Arnsberg, dem man den Tod von dessen Bruder vorwarf. Dabei wurden Burg und Stadt Arnsberg zerstört. Auch später war Friedrich in der Nähe Rainalds zu finden. Auch nach dessen Tod war er in der Umgebung des Kaisers zu finden.
Beigesetzt ist Friedrich II. im Nordturm des Domes zu Münster.